# Scuola di Metz

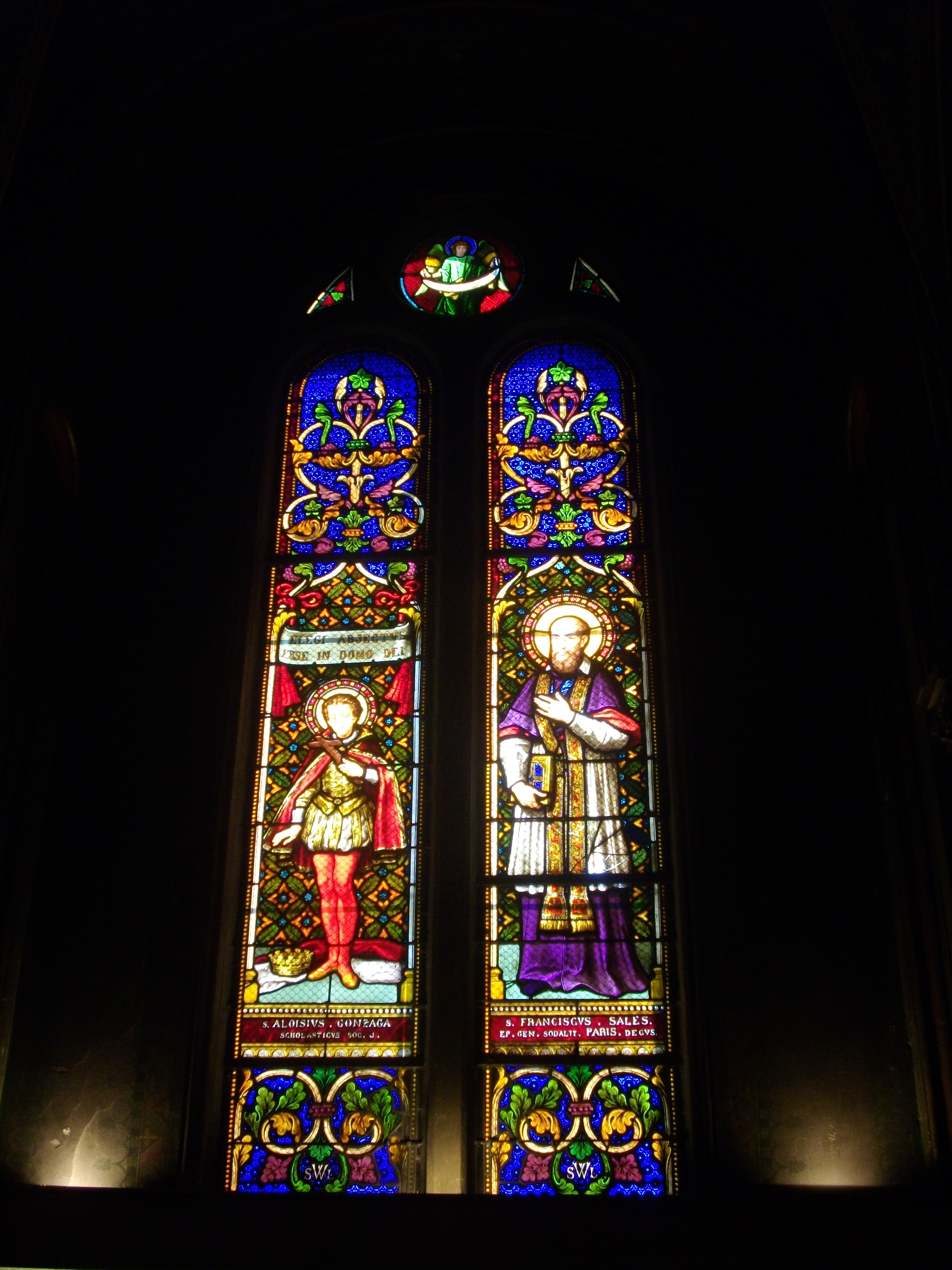
Vetrate dell'Abbazia di San Clemente di Metz realizzate da Laurent-Charles Maréchal.

La Scuola di Metz fu un movimento artistico comprendente una trentina tra pittori, scultori, incisori e mastri-vetrai, attivo tra il 1830 e il 1870 circa nella zona di Metz, in Francia.

## Storia
La Scuola di Metz, intesa come movimento artistico, nacque nel 1834 durante un'esposizione all'Accademia nazionale di Metz. Suo fondatore e leader indiscusso fu il pittore e mastro-vetraio Laurent-Charles Maréchal. Tuttavia, a definire per la prima volta il movimento come Scuola di Metz fu il poeta Charles Baudelaire, che durante il Salon del 1845 usò per la prima volta questa definizione.
La Scuola di Metz fu un movimento artistico a tutto tondo che si dedicò tanto alla pittura, quanto alla scultura, all'incisione e alla realizzazione di vetrate. I suoi principali esponenti, oltre al già citato Maréchal, furono il pittore Auguste Migette, Auguste Hussenot e suo figlio Joseph, Louis-Théodore Devilly, Aimé de Lemud, Victor Masson, Auguste Rolland, Auguste Mennessier, gli scultori Charles Pêtre e Christophe Fratin e l'incisore Jean-Jules Jacott.

## Formazione artistica
Gli esponenti della Scuola di Metz ricevettero una formazione internazionale, dal momento che molti di loro poterono studiare all'estero. In particolare, il leader del movimento, Maréchal, considerava l'Italia la patria di tutti gli artisti ed una continua fonte di ispirazione. Di conseguenza, gli artisti del movimento presero a modello soprattutto autori come Raffaello, Tiziano, ma anche autori non italiani come Rembrandt e Rubens.

## Caratteristiche

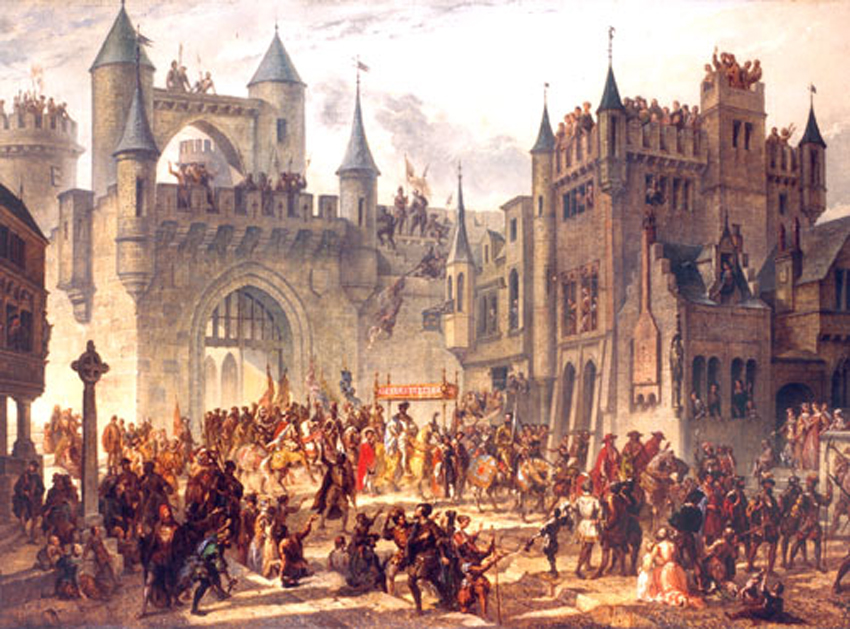
"La fine della Repubblica di Metz" realizzato da Auguste Migette.

Influenzata anche da Eugène Delacroix, la Scuola di Metz si rifece al Romanticismo in molti dei suoi ideali: il movimento si caratterizzava per l'esaltazione della natura, spesso mostrata in maniera selvaggia e misteriosa, la rappresentazione di paesaggi romantici, l'attenzione verso la storia (in particolare quella di Metz), i frequenti richiami al Medioevo ed alla cultura gotica, ed il gusto per l'esotico.

## Declino
La Scuola di Metz cessò di esistere a seguito della sconfitta francese nella guerra franco-prussiana del 1870. Con l'annessione di Metz alla Germania molti artisti, per mantenere la loro identità francese, si trasferirono in città francesi quali Bar-le-Duc e Nancy. In particolare, la Scuola di Nancy fu considerata in parte l'erede di quella di Metz, dal momento che tra gli artisti che l'animarono, molti erano esuli di Metz.